# Entephria infidaria
Entephria infidaria là một loài bướm đêm trong họ Geometridae.